# Sunrise (Floride)
Pour les articles homonymes, voir Sunrise.
Sunrise est une ville du comté de Broward dans l’État de Floride, aux États-Unis. Située à dix kilomètres à l'ouest de Fort Lauderdale, au sein de l'aire métropolitaine de Miami, Sunrise comptait 84 438 habitants lors du recensement américain de 2010, pour une superficie de 47,7 km².
Sunrise est une ville nouvelle développée à partir de 1960 par le promoteur Norman Johnson, qui désirait y attirer principalement des retraités. Incorporée en juin 1961 sous le nom Sunrise Golf Village, Sunrise prend son nom actuel en mars 1971. Le développement du comté de Broward dans les années 1970 conduit à une multiplication par plus de cinq de la population entre 1970 (7 403 habitants) et 1980 (39 681), et à un agrandissement de la superficie de la ville.
Après une période de difficultés économiques dans les années 1980, Sunrise se spécialise dans l'accueil d'entreprises et les zones commerciales. À partir de 1990, le développement réussi du centre commercial de Sawgrass Mills (plus de 22 hectares en 2016) permet de redynamiser la ville. En 1998, le comté de Broward y inaugure une grande salle omnisports destinée à accueillir notamment les matchs des Panthers de la Floride, une des équipes de la Ligue nationale de hockey. Ces deux infrastructures et la proximité de grands axes routiers ont fait de Sunrise l'une des principales destinations touristiques de Floride.
En 2015, sa population est estimée à 92 700 habitants, en hausse après une phase de stagnation dans les années 2000.

## Démographie
| 1970  | 1980   | 1990   | 2000   | 2010   | - |
| ----- | ------ | ------ | ------ | ------ | - |
| 7 403 | 39 681 | 64 407 | 85 779 | 84 439 | - |